# Glamazon
Albums de RuPaul
Champion
(2009) Born Naked
(2014)
Singles
1. Superstar
Sortie : 2011
2. Glamazon
Sortie : 2011
3. Responsitrannity
Sortie : 2012
4. I Bring the Beat
Sortie : 2013
5. The Beginning
Sortie : 29 avril 2013

Glamazon est le cinquième album studio de la drag queen américaine RuPaul, sorti le 3 mai 2011.

## Liste des chansons
Toutes les chansons sont écrites et composées par RuPaul Charles and Lucian Piane.
| No  | Titre                        | Durée |
| --- | ---------------------------- | ----- |
| 1.  | The Beginning                | 3:50  |
| 2.  | Click Clack (Make Dat Money) | 3:14  |
| 3.  | Glamazon                     | 3:37  |
| 4.  | I Bring the Beat             | 3:21  |
| 5.  | Superstar                    | 3:14  |
| 6.  | Responsitrannity             | 5:22  |
| 7.  | Live Forever                 | 3:26  |
| 8.  | Get Your Rebel On            | 3:57  |
| 9.  | (Here It Comes) Around Again | 4:29  |
| 10. | If I Dream                   | 4:37  |

## Classements musicaux
| Classements (2011)                   | Meilleure position |
| ------------------------------------ | ------------------ |
| US Billboard Dance/Electronic Albums | 11                 |
| US Billboard Top Heatseekers         | 8                  |